# William Orbit
William Orbit, geboren als William Mark Wainwright (Shoreditch, Hackney, 15 december 1956), is een Britse artiest, platenbaas, componist en producer met betrekking tot ambient, dance en pop. Orbit brengt zowel muziek uit namens zichzelf alsook producties voor andere artiesten zoals Madonna. Hij is het meest bekend van de tracks Water From a Vine Leaf (1993) en Adagio For Strings (2000) en voor de productie van het album Ray of Light van Madonna.

## Vroege jaren
Orbit begon zijn muzikale loopbaan in 1980 als hij met schoolvriendin Laurie Mayer (1961) en Grant Gilbert de synthpopband Torch song oprichtte. De band bracht enkele singles en albums uit. Nadat Gilbert in 1985 de groep had verlaten, werd Torch song voor onbepaalde tijd in de ijskast gezet. Hij produceerde de albums Strange cargo (1987) en Strange cargo II (1990), met daarop atmosferische ambient. Begin 1990 maakte hij een remix van de Prince-nummers The Future en Electric Chair. De remix van The Future werd als single in Europa uitgebracht en bereikte de zevende positie in de Nederlandse Top 40.

## Dancescene
Rond 1990 vond Orbit aansluiting bij de opkomende dancescene in het Verenigd Koninkrijk. Met Laurie Mayer richtte hij de groep Bassomatic op, dat de hit Fascinating rhythm (1990) en het album Set the Controls for the Heart of the Bass (1990) opleverde. In 1991 volgde het album Science and Melody, maar de formule leek dan weer uitgewerkt. Naast het maken van muziek richtte hij het label Guerilla Records op, dat een rol ging spelen in de opkomst van de progressive house. Daarop brachten onder andere Spooky, Leftfield en Felix Da Housecat hun werk uit. Als artiest maakte hij Strange Cargo III (1993), waarop zijn ambientgeluid verweven werd met progressive house. Van het album verscheen de single Water From a Vine Leaf, dat de doorbraak betekende voor zangeres Beth Orton. William had haar ontmoet op een feest en de twee hadden een tijd lang een relatie. Een andere gezamenlijke single was The Story of Light, dat op de eerste Café del Mar-compilatie terechtkwam en eerder werkten ze samen als Spill met de single Don't Wanna Know 'Bout Evil. Orbit produceerde voorts haar debuutalbum Superpinkymandy. Daarna zat het echter tegen: Strange Cargo Hinterland was geen succes en ook Guerilla Records gaat in 1995 failliet.

## Sterproducer
Orbit reisde vervolgens een tijdje rond de wereld. In 1997 zorgde een ontmoeting met Madonna ervoor dat de carrière van Orbit weer vaart kreeg. Ze namen het album Ray Of Light (1998) op. Dat album bracht Madonna weer naar de voorhoede van de popmuziek en werd ook de comeback van Orbit. Het leverde vele hits op en won meerdere Grammy Awards. Orbit nam met Madonna tevens de singles Beautiful stranger en American Pie op, die voor soundtracks van films waren. Na Madonna produceerde Orbit voor All Saints de hits Pure shores en Black coffee. De nieuwe bekendheid gaf ook solo succes. Hij maakte ook een nieuwe versie van het album Pieces in a modern style, waarop klassieke werken werden bewerkt tot danceversies. Oorspronkelijk was dit een project uit 1995, maar deze was door het faillissement van zijn label nooit van de grond gekomen. Een remix van Samuel Barbers Adagio for Strings door Ferry Corsten werd een wereldwijde dancehit.
En de jaren daarna werd er als producer nog geregeld een beroep gedaan op Orbit. Blur, Oleta Adams, Britney Spears en Katie Melua maakten gebruik van zijn diensten. Ook bleef hij zelf albums produceren. Op Hello Waveforms (2006) en My Oracle Lives Uptown (2009) keerde hij terug naar zijn ambientverleden en op Pieces in a modern style 2 (2010) werden weer klassieke stukken bewerkt. In 2010 werkte Orbit voor Katie Melua en in 2012 werkte hij weer samen met Madonna.

## Discografie

### Hitnoteringen
| Single met eventuele hitnotering(en) in de Nederlandse Top 40 | Datum van verschijnen | Datum van binnenkomst | Hoogste positie | Aantal weken | Opmerkingen             |
| ------------------------------------------------------------- | --------------------- | --------------------- | --------------- | ------------ | ----------------------- |
| Barber's Adagio For Strings (Ferry Corsten Remix)             | 1999                  | 29-01-2000            | 7               | 9            | Dancesmash op Radio 538 |
| Feel Good Time                                                | 2003                  | 12-07-2003            | 13              | 7            | met P!nk                |

| Single met hitnotering(en) in de Vlaamse Ultratop 50 | Datum van verschijnen | Datum van binnenkomst | Hoogste positie | Aantal weken | Opmerkingen |
| ---------------------------------------------------- | --------------------- | --------------------- | --------------- | ------------ | ----------- |
| Barber's Adagio For Strings (Ferry Corsten Remix)    | 1999                  | 12-02-2000            | 17              | 12           |             |
| Feel Good Time                                       | 2003                  | 19-07-2003            | 21              | 9            | met P!nk    |

### Albums
- Orbit (1987)
- Strange Cargo (1987)
- Strange Cargo 2 (1990)
- Bassomatic - Set the Controls for the Heart of the Bass (1990)
- Bassomatic - Science and Melody (1991)
- Strange Cargo 3 (1993)
- Strange Cargo - Hinterland (1995)
- Pieces in a Modern Style (2000)
- Hello Waveforms (2005)
- My oracle lives uptown (2009)
- Pieces in a Modern Style 2 (2010)
- Heat Of Straight (2013)